# Juanín García
Juanín García Lorenzana (født 28. august 1977 i León, Spanien) er en spansk håndboldspiller, der til dagligt spiller for den spanske Liga ASOBAL-klub FC Barcelona. Han kom til klubben i 2005 fra ligarivalerne Ademar León. Han har vundet det spanske mesterskab med begge klubberne. 

## Landshold
García står noteret for over 100 kampe for det spanske landshold, som han blandt andet blev verdensmester med ved VM i 2005 i Tunesien.